# Coulvain
Coulvain era una comuna francesa situada en el departamento de Calvados, en la región de Normandía, que el 1 de enero de 2016 pasó a ser una comuna delegada de la comuna nueva de Seulline al fusionarse con la comuna de Saint-Georges-d'Aunay.

## Demografía
| Gráfica de evolución demográfica de Coulvain entre 1800 y 2014 |
|                                                                |

Los datos demográficos contemplados en este gráfico de la comuna de Coulvain se han cogido de 1800 a 1999 de la página francesa EHESS/Cassini, y los demás datos de la página del INSEE.